# Qualificazioni al Campionato europeo maschile di pallacanestro 2015 - Gruppo D (secondo turno)

## Classifica
| Team           | Pt | V - P | PF - PS   | DP   |
| -------------- | -- | ----- | --------- | ---- |
| 1. Belgio      | 11 | 5 - 1 | 454 - 379 | +75  |
| 2. Macedonia   | 11 | 5 - 1 | 450 - 393 | +57  |
| 3. Bielorussia | 8  | 2 - 4 | 436 - 461 | -25  |
| 4. Danimarca   | 6  | 0 - 6 | 372 - 479 | -109 |

## Risultati
| Arbitri: | Olegs Latiševs Henri Hilke Artūras Šukys |

|                           |          |                 |
| Pustahvar 24              | Punti    | 14 Reinholt     |
| Charykau 7                | Assist   | 3 Jukić, Møller |
| Pustahvar, Paliashchuk 11 | Rimbalzi | 11 Jukić        |

| Arbitri: | Rüştü Nuran Marek Cmikiewicz Manuel Mazzoni |

|                               |          |                 |
| V. Stojanovski, Trajkovski 16 | Punti    | 14 Hervelle     |
| Kostoski 4                    | Assist   | 5 Hervelle      |
| Hendrix 11                    | Rimbalzi | 4 tre giocatori |

| Arbitri: | Luigi Lamonica Miguel Anguel Perez Niz Paulo Marques |

|                    |          |              |
| Gillet 15          | Punti    | 15 Kudraŭcaŭ |
| Bosco, Hervelle 3  | Assist   | 4 Charykau   |
| Gillet, De Zeeuw 7 | Rimbalzi | 8 Kudraŭcaŭ  |

| Arbitri: | Juris Kokainis Tomas Jasevicius Sergei Beliakov |

|              |          |                  |
| Seilund 17   | Punti    | 12 tre giocatori |
| Reinholt 4   | Assist   | 4 Trajkovski     |
| Bergstedt 10 | Rimbalzi | 7 Hendrix        |

| Arbitri: | Jakub Zamojski Oskars Lucis Gintaras Vitkauskas |

|                |          |               |
| Liutych 17     | Punti    | 17 Trajkovski |
| Charykau 3     | Assist   | 5 Sokolov     |
| Paliashchuk 10 | Rimbalzi | 10 Hendrix    |

| Arbitri: | Boris Gabara Tamas Benczur Pedro Coelho |

|             |          |                    |
| Schwartz 12 | Punti    | 14 Jukić           |
| Bosco 6     | Assist   | 2 Laerke, Reinholt |
| De Zeeuw 9  | Rimbalzi | 7 Bergstedt        |

| Arbitri: | Neil Wilkinson Nebojša Kovačevič Dariusz Zapolski |

|             |          |                          |
| Reinholt 17 | Punti    | 21 Liutych               |
| Reinholt 3  | Assist   | 4 Charykau               |
| Bergstedt 5 | Rimbalzi | 7 Paliashchuk, Pustahvar |

| Arbitri: | Joseph Bissang Milos Koljensić Robert Vyklický |

|             |          |                  |
| De Zeeuw 13 | Punti    | 14 Hendrix       |
| Bosco 4     | Assist   | 4 V. Stojanovski |
| Hervelle 10 | Rimbalzi | 14 Hendrix       |

| Arbitri: | Grzegorz Ziemblicki Miroslav Tomov Semen Ovinov |

|                              |          |                    |
| Hendrix 15                   | Punti    | 16 Bergstedt       |
| D. Stojanovski, Trajkovski 4 | Assist   | 1 Reinholt, Bak    |
| Hendrix 12                   | Rimbalzi | 5 Jukić, Bergstedt |

| Arbitri: | Borys Ryzhyk Piotr Pastusiak Mindaugas Večerskis |

|                 |          |            |
| Kudraŭcaŭ 20    | Punti    | 28 Lojeski |
| tre giocatori 3 | Assist   | 9 Bosco    |
| M. Meščarakoŭ 6 | Rimbalzi | 6 Bosco    |

| Arbitri: | Srđan Dožai Ciprian Stoica Stanislav Kučera |

|                   |          |                 |
| D. Stojanovski 13 | Punti    | 18 Sitnik       |
| V. Stojanovski 4  | Assist   | 2 tre giocatori |
| Hendrix 10        | Rimbalzi | 6 Pustahvar     |

| Arbitri: | Siniša Herceg Markos Michaelides Fedja Serhatlic |

|             |          |             |
| Reinholt 21 | Punti    | 24 Hervelle |
| Laerke 4    | Assist   | 6 Bosco     |
| Bergstedt 7 | Rimbalzi | 12 Hervelle |